# Миракян, Армен Багратович
Арме́н (наст. имя - Мирель) Багра́тович Миракя́н (арм. Արմեն Միրաքյան, 15 февраля 1938, Ереван, СССР - 28 августа 2018, Ереван, Армения) — советский и армянский кинооператор, режиссёр, сценарист, мультипликатор. Заслуженный деятель искусств Республики Армения (2011). Основоположник кукольной мультипликации армянского кино (снял первый кукольный мультфильм «Неправильное выражение», к/с «Арменфильм», 1973 г.).

## Биография
Армен Миракян родился 15 февраля 1938 года в Ереване. С 1957 года на киностудии «Арменфильм». С 2006 года в Национальном киноцентре Армении.
В 1966 году окончил очное отделение операторского факультета ВГИКа. Руководители курса: Александр Гальперин, Маргарита Пилихина.
В 1965 году творческую практику проходил в съёмочной группе «Андрей Рублев» — режиссёр-постановщик Андрей Тарковский, оператор-постановщик Вадим Юсов, к/с «Мосфильм».
В 1972 году проходил стажировку на к/с «Союзмультфильм» на фильме «Кем быть» у режиссёра Анатолия Карановича.
В 1973 году на к/с «Арменфильм» снял первый кукольный мультфильм армянского кино «Неправильное выражение».
С 1974 года член Союза кинематографистов Армении.
С 1978 года член Союза театральных деятелей Армении.
Снял более 60 фильмов, в том числе художественных, документальных и кукольных.
В 2011 присвоено звание Заслуженный деятель искусств Республики Армения.

## Фильмография

### Художественное кино

#### Оператор-постановщик
- 1969 — Царь Чах-Чах
- 1970 — Выстрел на границе
- 1972 — Памятник
- 1978 — Мир в зеркальце
- 1979 — О, Геворк!
- 1980 — Звёзды нашего двора
- 1981 — Старик и ветер
- 1983 — Мама Ануш
- 1993 — P.S.
- 2000 — Сумасшедший ангел

### Документальное кино

#### Автор сценария, режиссёр, оператор
- 1968 — Камни Армении
- 1969 — Письмо и три яблока
- 1971 — Набат
- 1992 — Гарзу — Апокалипсис
- 1994 — Рок
- 2002 — Жансем

#### Автор сценария, режиссёр
- 2004 — Варпет (Скульптор Георгий Франгулян)
- 2005 — Москва, армянское кладбище
- 2009 — Я люблю тебя, жизнь (Артур Чилингаров)

#### Режиссёр, оператор
- 1987 — Лори, любовь моя
- 1989 — Спитак — 88 (Очаг)

#### Режиссёр
- 2003 — Армяне Санкт-Петербурга
- 2006 — Братья Алиханяны

#### Оператор
- 1980 — Есть на свете Акопяны
- 1980 — Скала
- 1981 — Истоки
- 1981 — Сотворение земли
- 1981 — Добро вам
- 1983 — Дорогой вечности
- 1983 — Одна ночь
- 1983 — Сказка о маленьком лебеде
- 1984 — Добрая мама
- 1984 — Гладзор
- 1985 — И каждое воскресенье
- 1985 — Хозяин сказки
- 1986 — Последний звонок
- 1987 — Исповедь
- 1987 — Конд

Фильм "Конд" - участие в фестивалях и награды:
1. Первый приз, Фестиваль молодых кинематографистов, Москва, 1987,
2. Первый приз за лучший документальный фильм, МКФ «Молодость», Киев, 1988,
3. Специальный приз жюри, 20-й МКФ документальных фильмов, Нион, 1988,
4. Приз за лучший документальный фильм, АлмаAтa, Фестиваль Фестивалей, 1988,
5. Приз за лучший документальный фильм, Свердловск, Фестиваль документального кино, 1988,
6. Приз «Лучший фильм года», Тбилиси, 1988,
7. Премия Ленинского комсомола, 1989.

Отобран для Международного кинофестиваля документальных фильмов в Амстердаме, 1988; Международного кинофестиваля документальных фильмов в Мюнхене, 1989. Включен в специальные программы Берлинского МКФ, февраль 1991; Венецианского МКФ, сентябрь 1991; Американского Института Кино в Лос-Анджелесе, июнь 1992; Центра Кеннеди в Вашингтоне, июль 1992; включен в Ретроспективу армянского кино в Центре Жоржа Помпиду в Париже, июнь-октябрь 1993.
- 1987 — Я виноват
- 1987 — Аветис
- 1988 — Белый город

Фильм "Белый город" - участие в фестивалях и награды:
1. Приз «Серебряный Сестерций» 21-го МКФ документальных фильмов в Нионе, 1989,
2. Премия Ленинского комсомола, 1989.

Показан на следующих международных фестивалях: Международный кинофестиваль документальных фильмов, Амстердам, 1988; Париж, Реальное Кино, 1988; МКФ «Послание к Человеку», Ленинград, 1989; КФ документального кино, Свердловск, 1989; МКФ документальных фильмов в Мюнхене, 1989. Включен в специальные программы Берлинского МКФ, февраль 1991; Венецианского МКФ, сентябрь 1991; Американский Институт Кино, Лос-Анджелес, июнь 1992; Центр Кеннеди, Вашингтон, июль 1992; включен в Ретроспективу армянского кино в Центре Жоржа Помпиду, Париж, июнь-октябрь 1993.
- 1988 — Муса-Лер: Год дракона
- 1988 — Момент истины
- 1989 — Реквием
- 1989 — Французские эскизы
- 1989 — Мовсвс Хоренаци
- 1990 — Гончарный круг
- 1990 — Гарик Басмаджян
- 1991 — Время собирать камни
- 1993 — Жано и компания
- 1997 — Без названия
- 1998 — Полководец
- 1999 — Продается
- 2006 — Возвращение поэта

Фильм "Возвращение поэта" - участие в фестивалях:
МКФ Роттердам (2006), МКФ Карловы Вары (2006), МКФ Аьба, Италия, (2006), МКФ FID Marseille (France, 2006), МКФ Эдинбург, Англия (2006), МКФ Новая Зеландия (2006), МКФ Era New Horizons, Польша (2006), МКФ Мельбурн (2006), МКФ «Дидор», Таджикистан (2006), МКФ Бухарест, Румыния (2007), МКФ Батуми, Грузия (2007), МКФ Тбилиси, Грузия (2007) и др.

### Kукольное мультипликационное кино

#### Режиссёр
- 1973 — Неправильное выражение (Первый кукольный мультфильм армянского кино)
- 1974 — Спорт, спорт, спорт …
- 1976 — Пёс и кот

## Признание и награды
Заслуженный деятель искусств Республики Армения (2011)